# George Stevenson
George William Stevenson (ur. 30 sierpnia 1938 w Maltby) – brytyjski polityk i samorządowiec, poseł do Parlamentu Europejskiego II i III kadencji, w latach 1992–2005 członek Izby Gmin.

## Życiorys
Uzyskał wykształcenie średnie. Pracował w branży garncarskiej, transportowej i górniczej. Został założycielem spółdzielni Longton Ceramics działającej w Stoke-on-Trent. Zaangażował się w działalność polityczną w ramach Partii Pracy. Zasiadał w radzie miejskiej w Stoke-on-Trent, pełnił funkcję jej wiceprzewodniczącego. W 1984 i 1989 wybierany na posła do Parlamentu Europejskiego. Przystąpił do frakcji socjalistycznej, kierował Delegacją ds. stosunków z państwami Azji Południowej i SAARC. W 1992 wybrany po raz pierwszy do Izby Gmin, zasiadał w niej przez trzy kadencje do 2005. W 2001 bez powodzenia ubiegał się o stanowisko burmistrza Stoke-on-Trent.
Żonaty z Pauline; po zakończeniu kariery politycznej przeprowadził się do Hiszpanii.